# Munna instructa
Munna instructa là một loài chân đều trong họ Munnidae. Loài này được Cleret miêu tả khoa học năm 1971.